# Celso Duarte
Celso Duarte (Villarrica, 1974) é um virtuoso instrumentista das harpas paraguaia e jarocha, arranjador e cantor paraguaio.
Duarte se apresenta e grava com Lila Downs desde 1988 e também tem sido colaborador de outros artistas como Susana Baca, Celso Piña, Placido Domingo, Mariza, Ramón Vargas, Julieta Venegas, Wynton Marsalis, The Chieftans e Ry Cooder. 
Como artista solo, fez apresentações com sua banda no Carnegie Hall, Kennedy Center, Joe's Pub e avenidas históricas dos Estados Unidos.
Seu primeiro álbum De Sur a Sur (De Sul a Sul) foi lançado em 2006.

## Vida
Duarte nasceu no Paraguai, mas ficou radicado no México. É filho do harpista Celso Duarte González e da cantora e pianista mexicana Maria Elena. Seus pais se conheceram na década de 70, quando seu pai estava em um circuito folclórico no México.
Duarte cresceu em uma família de músicos e começou a tocar aos 5 ou 6 anos. Certa vez teria dito: "Minha família também é de músicos. Comecei com meus irmãos como se fosse parte de um jogo".
Durante a juventude, estudou violino e música clássica na prestigiada Escola Nacional de Música da Universidade Nacional Autônoma do México.
Aos 10 anos, passou a se apresentar com sua família com a turnê Los Duarte nos Estados Unidos e Japão.
Em 1984, sua família, incluindo a mãe, pai e quatro crianças, apareceram no Museu do Sudoeste, em Los Angeles, em performances instrumentais com harmonias e arranjos raros da música tradicional paraguaia.
A partir desta apresentação, o Los Angeles Times descreveria o primogênito Duarte como "um dos mais notáveis intérpretes mundiais da harpa paraguaia" e notado que a "música é uma atividade social no Paraguai vista como uma profissão e Duarte, assim como sua família, demonstram particularmente como a música pode estar integrada ao vínculo familiar".

## Carreira
Duarte é um virtuoso instrumentista de harpa paraguaia e jarocho. Em 1998, encontrou Lila Downs enquanto tocava em um festival em Oaxaca, México, e desde então tem ganhado aplausos na execução instrumental com a banda da cantora.
Duarte é coautor de um dos arranjos que culminaram na premiação da Lil Downs mexicana no Grammy de 2005 ao álbum Una Sangre (Um Sangue).
Tem feito partede shows de outros artistas, como Susana Baca, Placido Domingo, Mariza, Ramón Vargas, Julieta Venegas, Olivia Molina e Wynton Marsalis.
Em trabalho conjunto com Lila Dows, ele também tem feito participações em álbuns de Celso Piña, Joe Vasconcelos, Charanga Cakewalk, Sofía Koutsovitis e com The Chieftains e Ry Cooder em San Patricio.
Também foi colaborar de Julieta Venegas para uma música do filme Maria Cheia de Graça nomeado ao Oscar.
Em carreira solo, Duarte é marcado para música folk paraguaia e sua jarocho (a partir de um estilo musical de Veracruz, herdado de indígenas huastecas, música barroca espanhola e influências africanas).
Duarte tem estilo próprio ao incorporar novos elementos à sua música, como jazz e ritmos brasileiros, como o samba, e de festejos afro-peruanos.
Em 2006, Duarte produziu seu primeiro álbum solo, De Sur a Sur (De Sul a Sul) com seus próprios arranjos na harpa jarocho e músicas folclóricas paraguaias. 

## Discografia

### Solo
- De Sur a Sur (From South to South), 2006

### Como instrumentista
- Lila Downs, Border (La Line), 2001
- Lila Downs, Una Sangre (One Blood), 2004
- Maria Cheia de Graça soundtrack, 2004 (colaboração com Julieta Venegas)
- Lila Downs, La Cantina, 2006
- Charanga Cakewalk, Chicano Zen, 2006
- Lila Downs, Shake Away/Ojo De Culebra, 2008
- Sofia Koutsovitis, Sube Azul, 2009
- Lila Downs y la Misteriosa, Lila Downs y la Misteriosa en Paris: Live à FIP, 2010
- The Chieftans & Ry Cooder, San Patricio, 2010